# Hendrik van Ranst (1400-)
Hendrik II van Ranst was een omstreeks het jaar 1400 geboren telg uit het Huis Ranst. Zijn sterfdatum is onzeker, maar is vóór 1439.
Hij was de zoon van Costin van Ranst en Johanna van Daer Achter. De laatste was een natuurlijke dochter van Hertog Jan III van Brabant en Ermengarde van den Veene. Van Daer Achter was een leengoed bij Vilvoorde. Costin was Heer van Mortsel en Edegem.
Hendrik was heer van Mortsel, Edegem en Kessel. Daarnaast was hij heer van Vremde en Millegem. Ook was hij schout in 's-Hertogenbosch en raadsheer van de Hertogen van Brabant.
In 1430 trouwde hij met Elisabeth van Merheim, weduwe van Jan de Cock en dochter van Willem van Merheim en Agnes van Cronenborch.
Uit zijn huwelijk waren twee kinderen voortgekomen: 
- Hendrik III van Ranst
- Elisabeth van Ranst.

Naast deze kinderen had van Ranst, bij een niet met naam genoemde vrouw, nog een zoon en een dochter:
- Jan van Ranst, hij kreeg van zijn vader een huis op de Markt in Boxtel.
- Kathelijn van Ranst, zij ontving na haar vaders overlijden een jaarrente van 25 gulden.[1]

Na Hendriks overlijden werd zijn weduwe in 1439 erfvrouwe van Boxtel en Liempde. Bij de dood van Elisabeth, in 1460 erfde zoon Hendrik beide heerlijkheden en werd dus heer van Boxtel en Liempde.